# メタルブラック
『メタルブラック』（Metal Black）は、タイトーが開発した横スクロールシューティングゲーム。日本では1991年9月よりアーケードゲームとして稼働を開始した。アーケード版のシステム基板は同社製の「F2システム」を使用している。
キャッチコピーは「最終平和兵器。僕らは、もう、引き返せない。」。

## 内容
全6ステージで構成。後述するストーリーのもと、地球を破滅寸前に追い込んでいる知的生命体に対するため、プレイヤーは戦闘機「ブラックフライ」を操縦しゲームクリアを目指す。
本作は営業上の理由から2人同時プレイが可能な仕様だが、ストーリー上の主人公は「ジョン・フォード」1名のみである。ストーリー上は量産用のサンプル機が2機ある。
プロデューサーの仙波隆綱によると、当初の案では『ダライアスII』と同様の2画面筐体で発表される予定だったという。しかし開発者の一人である「たらばー」こと堀崇真は、高田馬場ゲームセンターミカド主催による2014年10月7日の実況配信の中でこれを否定しており、ハッキリしたことは不明のままである。

### 概要
自機を8方向レバー+2ボタン（ショット、エネルギー解放）で操作する。自機が敵弾や敵本体、地形に接触すると残機を失う。初回70,000点、以後150,000点毎に残機が追加される。全6面＋3D視点のボーナスステージ2面。2人同時プレイ可能。
自機の攻撃は、通常ショットと「解放ビーム」の2種類がある。画面上に常にどこからか飛来するアイテム「NEWALONE」を獲得してエネルギーを溜めると通常ショットがパワーアップする。溜めたエネルギーを全解放することで強力な「解放ビーム」を発射することができる。

### NEWALONE（インストカードでは「ニューロン」）
画面外から無数に飛来しては画面内に滞留する、赤・青・黄の玉が合わさったような形状をしたアイテム。自機が取るごとにBEAM LEVELゲージが溜まっていき、自機の通常ショットが太くなる。後述のエネルギー解放を行うためにはこのNEWALONEを大量に集める必要がある。
また一部の敵キャラクターやボスキャラクターも同様にNEWALONEを回収して攻撃力がアップし、ボスについては解放ビームを繰り出してくる。

### エネルギー解放
画面下部のBEAM LEVELゲージがある程度溜まった状態でエネルギー解放ボタンを押下すると、自機の前方一直線に貫通力のある強力なビーム「解放ビーム」を発射する。解放時のBEAM LEVELゲージ値が高いほど太いビームを発射できる。
一旦解放ビームを発射するとBEAM LEVELゲージが減少し続け、空になるまで発射し続けると共に、解放ビームの太さが徐々に細くなる。途中で撃ち止めることは不可能。エネルギー解放が終了すると自機の通常ショットが最弱状態になる。
エネルギー解放中にNEWALONEを回収すると解放時間を多少伸ばせる。
エネルギー解放自体はゲージが1でもあれば可能だが、ビームが発生するまでにエネルギーが尽きてしまうため、実質的にはLEVEL 2前後まで溜める必要がある。
またBEAM LEVELゲージがMAXの時に発射すると、解放ビームが自機の全方位に稲妻状に拡散する。MAX時に発射した瞬間のみ画面上の敵弾を全て消滅させるが、ビーム自体には相殺可能弾以外の敵弾への弾消し効果はない。ビーム拡散中に解放ボタンを押しっぱなしにするとビームが収束し、離すと再び拡散する。ビーム拡散はBEAM LEVELが2に低下するまで可能。

### ビーム干渉
ボスキャラクターは一部を除き自らNEWALONEを摂取する動作を見せ、一定のタイミングで自機同様に解放ビームを発射する。この時自機も解放ビームを発射すると、互いのビームが干渉しあい、巨大なエネルギーボールが発生する。このボールはビームエネルギーの出力が弱い側に向かって飛んでいき大ダメージを与える（自機の出力が弱い場合ボールは赤に、敵の出力が弱い場合は青に輝く）。

### オート連射
ショット自体はショットボタンの連打以外にも、ボタンを押し続けると自動的に連射することが可能だが、そのまま押し続けると徐々に連射速度が遅くなっていく。これは、連射すると砲身がオーバーヒートするという設定を反映している。
ただし、この設定を反映してビームが発射不能になるなどということはなく、AC版では筺体のコントロールパネルに連射装置を組み込めば常に高速連射が可能。また、PlayStation 4/Nintendo Switch版ではボタン設定に秒間15発 / 20発 / 30発の連射設定が存在する。

### ボーナスステージ
1面と3面の終了後にはボーナスステージ「LCOS（リード・コンピュータブル・オプチカル・サイトモード）」が用意されている。
本来の横スクロールシューティングとは異なり、3Dシューティングゲームのような形式で、一定時間以内に画面内を動き回る敵に対し、レバーで照準を合わせてショットボタンを押すことでロックオンミサイルを発射する（ミサイル発射中は残り時間のカウント停止。また、1P・2Pどちらがロックしたかロックオンマーカーの展開で判断可能）。ボーナスステージ終了時に撃墜した敵数と残りタイムによって点数が加算され、全機撃墜に成功しているとさらにボーナス点が加算される。ミサイルの演出は板野サーカスのオマージュで、敵を目まぐるしく追尾する誘導性を示す。
ボーナスステージ開始時にコナミコマンドを入力すると、黄色い敵が大量に湧き続け、全機撃墜クリアが不可能になる。

## ストーリー

### ダミーストーリー
本作のストーリーは「ファーストコンタクト」「擬似反物質による超兵器」「地球人類の破滅」などを扱ったハードSF的なものだったが、これは保守的なタイトーの経営陣に受け入れられないことが予想された。そこで開発陣はプレゼンテーションに際し、敵勢力を『ガンフロンティア』に登場した宇宙海賊「ワイルドリザード」に置き換えることで、あたかも『ガンフロンティア』と設定上の関連があるかのようなダミーストーリーを提示した。
このダミーストーリーは社内でのみ用いられるはずのものだったが、『ゲーメスト』などの雑誌記事にも紹介され、ダミーストーリーが本来のストーリーであるかのような誤解が広まった。このダミーストーリーは、コンシューマ移植版の取扱説明書にも、そのまま記載されている。
真のストーリーは、コミック版やアレンジCD『The First』の解説書などで、その一部が説明されている。

### 本来のストーリー
西暦2042年、木星宙域付近に突如出現した伴星がオールトの雲に干渉したことによって流星雨が発生。一部は核ミサイルによる攻撃で破砕されたものの、多くは隕石となり地球に落下。地球の生態系は壊滅した。これと時を同じくして、突如地球上に出現した地球外知的生命体が侵略を開始し、地球文明は崩壊寸前の危機に陥ってしまう。
地球側は国連安全保障理事会のもと、各国の陸海空の三軍を統合してこれに対抗したが、「ネメシス」と呼称された木星軌道上の伴星から飛来したと推測された侵略者は、地球文明機器と融合する特殊能力を持ち、さらにある高エネルギー体を利用したビーム兵器を用いていたことで、地球軍は為す術なく敗北を喫してしまう。
科学者はこのエネルギー源となる物質を「NEWALONE」と称し、これを利用した対抗兵器「CF-345 ブラックフライ」を開発。このブラックフライ全2万機を軸としたネメシスへの大反攻作戦計画「メタルブラック （METAL BLACK）：the Military Enforce Totalwar for Absolute Liberty（完全なる自由のための軍事的総力戦）、Beam, Lesson, Aircraft, Carrier（作戦遂行のために必要なビーム兵器、パイロットの育成、戦闘機、母艦の開発）: Kill off（今作戦の最終目的、敵の殲滅）」を推進した。
しかし、三軍の結集と地対空及び空対空両用新型ミサイル「SAAM-90　ピラニア」の配備量産により戦局は有利になりつつあったもののやはり決定的な勝利を得るには戦術核兵器しかなく、政府はネメシスに対する停戦和平協定を結ぶことで被害の拡大を逃れることを決め、同時に「メタルブラック」は永久凍結、ブラックフライの存在は隠蔽された。
そして、西暦2052年6月22日。地球が静寂の時を迎えようとしていた中、ブラックフライのテストパイロットの1人だったジョン・フォードはブラックフライを強奪し、全てを敵に回し、単身ネメシスに立ち向かっていった。

### エンディング
エンディングは簡素ではあるがマルチエンディング形式で、最終面のボスキャラクターを倒したか否かで異なる。
- 破壊に成功するとトゥルーエンドとなる（ただし人類にとって良い結末とは言えない）。
- 破壊しきれず残機をすべて失いゲームオーバーになってもエンディングを迎えることができるが、バッドエンドを示唆する内容。

詳しくは#構成・使用BGMを参照。

### その他
ボスのネーミングは、アパルトヘイト・ヘドロ・ダイオキシン・アマゾン熱帯雨林・カースト制度・オゾン層のように環境破壊・汚染・差別といった、国際問題の単語を捩った名前で統一されている。ボス撃破時の爆発エフェクトも、そのほとんどが画面全体に世界地図のようなシルエットが現れるという演出になっている。

### プロジェクトガンフロンティア
本作は「プロジェクトガンフロンティア2」と銘打たれている。ゲーム内容には『ガンフロンティア』と直接的な関係はなく、先述したダミーストーリーにのみ関連している
『ガンフロンティア』および本作は、後述のシューティングゲームにも大きく影響を与えている。

## サウンド
BGMの作曲・編曲は渡部恭久（Yack.）、効果音は石川勝久が担当。
本作では各ステージの冒頭で画面下に曲名が表示されるという演出が使われている。これは単に曲名を表示するだけでなく、曲名がゲームのストーリーを表すメタファーのような形になっている場合もあり、それに注目することも本作を楽しむ上で重要な要素である。
たとえば、5面は木星の伴星が舞台であり、ここから敵の本拠地に攻撃を仕掛けるステージであるということが分かるのだが、曲名は「Doubt」「Phantasm」と「嘘」の意味を含んだ曲名となっている。これは「本当に"敵の本拠地に向かっているのか"」ひいては「そもそも"敵とは何なのか"」と疑念を促す要素になっている。
ゲームの進行は強制スクロールで自機の動きに関係なく一定のスピードで進むため、曲調の変化と敵の出現をシンクロさせるなどの演出が使われている（たとえば2ndステージのボス出現）。ただし自機を全機失ってコンティニューかゲームオーバーかを選択する場合、画面は一時停止するがBGMは流れ続けるためBGMとゲームの演出がずれる。

### CD
METAL BLACK
ポニーキャニオン（サイトロン） PCCB-00079
オリジナル19曲。37分3秒。付録（ステッカー・楽譜）
METAL BLACK -The First-
ZUNTATA RECORDS ZTTL-0012
イメージアルバム、アレンジ12曲。50分21秒。
『GUN FRONTIER/METAL BLACK/DINO REX』Sound Tracks for Digital Generation 〜GameMusic Discovery Series〜
SWEEP RECORD SRIN-1101
DISC 1にゲーム基板から、DISC 2にセガサターン版からそれぞれ新規収録、リマスタリングした全曲をまとめている。DISC 3には渡部恭久によるアレンジ曲「Peace Maker」を収録。

## 用語

### CF-345 ブラックフライ
プロジェクト・メタルブラックで開発された戦闘機。形式番号についている“CF”は「Copy Fighter」の頭文字で、ネメシスの技術をコピーして開発されたことを意味する。機体名称の「ブラックフライ」はクロバエの意。また、プロトタイプである「CF-345TD」（自機）と量産型である「CF-345IS」の二種のサブタイプが存在するが、両機に顕著な違いはない。
機体のほとんどをカバーで覆われた重粒子砲の砲身とむき出しのプラズマ発生器が占め、その根元にコクピット、後部には巨大な2基の推進システムを搭載し、後は申し訳程度のカウリングが装備されているのみという特異な機体形状を持つ。宇宙空間を漂う「NEWALONE」と水素陽子を超電導コイル内に送り込む擬似対消滅炉を動力源としており、疑似対消滅炉内部で発生するパイオンの崩壊過程においてプラズマ化を経て生じるミューオンを推進システムに利用している。そのため、「NEWALONE」が存在する限り航続距離の限界は無く、戦闘を継続することが可能である。
主要武器はネメシスの技術を応用した「NEWALONE」を用いる重粒子砲1門で、超電導コイルからガンマ線障壁で回収された熱源をエネルギー源として、ネメシスが生じさせた隕石群によってもたらされた宇宙空間の重金属粒子を弾体として用いるもの。取り込んだ「NEWALONE」を解放することで高威力のビームを放つことができる。および金属波識別追尾方式の小型誘導ミサイル「SAAM-90 ピラニア」を最大で112発搭載する。
他にオプションとして、近接防御用に連射可能な20mm化学レーザー砲1門やサイドワインダーミサイルを装備しているほか、自己修復用のマイクロメカ「ワーム」を装備している。また、機体下部に大気圏離脱用のブースターユニットを装備することも可能。
当初の計画では本機2万機と、計画止まりであったダイダロス級輸送船を改設計した専用の戦闘機母艦100隻が製造されて対ネメシス戦に投入される予定だったが、政府とネメシスとの間での停戦和平協定締結によってプロジェクトそのものが凍結され、製造された2機のブラックフライも封印を余儀なくされる。しかし、ニューライトパターソン空軍基地地下30階の格納庫に封印されていた1機がジョン・フォードに奪取され、ネメシスに目掛けて飛び立つ。
スペック
- 全長：24.02 m（ブースター装備時：32.06 m）
- 全幅：15.29 m
- 全高：3.62 m
- 総重量：45,160 kg
- 武装：

IRG-00重粒子砲 × 1基
20mm化学レーザー砲 × 1基
SAAM-90E ピラニア × 55 - 112発
サイドワインダーCHIKITA877 × 8発
- 装備：

MRB-505大気圏離脱用ブースター（推力：1,200 t）
W040シリーズ ワーム（全長：0.05 - 0.0001 mm）
- 乗員：1名

### ジョン・フォード
本作の主人公。空軍の優秀なパイロットで、プロジェクト・メタルブラックではブラックフライのテストパイロットを務めていた。政府の和平案に反発して封印されていたブラックフライを強奪し、プロジェクトを完遂させるべくネメシスへ飛び立つ。

### ネメシス
本作において「ネメシス」の名称は、木星に突如現れた伴星と、敵である外宇宙生命体の二つに充てられているが、本項では後者について述べる。
伴星ネメシスの出現とほぼ同時に地球上に突如現れ、侵攻を開始した地球外知的生命体。名称は伴星ネメシスからとられたものであり、その出現経緯から伴星ネメシスから飛来した物と思われているが、正体などについては不明な点が多い。人類と和平協定を結ぶことができるほどの高い知性を有しているようだが、和平協定の交渉場所やコンタクト方法などは不明であり、劇中の世界においても、それに関する情報は地球側のマザーコンピューター「GAIA」によるプロテクトが掛けられている。ゲームに登場する敵キャラクターがネメシスそのものなのか、それともネメシスが用いる兵器なのかは不明である。なお、敵キャラクターである「ネメシス」は「ネメシスの敵」とも呼称されている。
機械と生物が融合したような形状の個体が多く、人類が接触した当初は、ロボットなのかバイオ兵器なのかすら不明だったが、現在は新物質「NEWALONE」をエネルギー源とする珪素系生命体であると見られている。大気圏内だけでなく宇宙空間でも活動可能であり、高い環境適応能力を持っている。多種多様な形態と組織性を有しており、「NEWALONE」を用いたビーム兵器を主な武器とするが、積極的に使用することはせず、地球側の兵器との接近戦闘を多く行う傾向があるほか、戦術的にも防御が薄い個所を狙って攻撃するのではなく、正面突破を好むなど行動に不可思議な点が多い。また、人類側の兵器システムに対する侵食、あるいはコピー能力を有しており、ハイテク兵器への関心が非常に高いと見られている。なお、兵装や素材に関しては、「NEWALONE」を使用すること以外は顕著な特異性は見られていない。

### NEWALONE
本作に登場する架空の物質。ネメシスの出現と共に宇宙空間に多く観測されるようになった。正しい読み方は「不慣れな孤独」を意味する「ニューアローン」だが、「ニューロン」という愛称で呼ばれることも多い。通常では自然界にあるはずの無い陽子の鏡像物質と見られており、質量は陽子と同じだが電磁および磁気モーメントが陽子と異なる。また、クォークモデルからバリオンの一種であるとされている。特徴的な点として、「NEWALONE」には通常のクォークを繋いでいる磁力の場が存在せず、他の「NEWALONE」を探し求めるように密集と拡散を繰り返すという性質があり、「不慣れな孤独」の名の由来となっている。
エネルギー源として使用した場合、極めて莫大なエネルギーを発生させることが可能であり、500 gの「NEWALONE」を対消滅させた際に得られるエネルギーはおよそ原子爆弾1000個分に相当する。ネメシスはこの「NEWALONE」をその巨体の維持や攻撃手段などに使用しているほか、ネメシスの技術をコピーしたブラックフライも、「NEWALONE」を水素陽子とともに超電導コイル内に送り込むことによって発生するパイオンとガンマ線をエネルギー源としている。

## 構成・使用BGM
| 使用箇所         | BGM              | サブタイトル・解説 |
| ---------------- | ---------------- | --- |
| アトラクト       | Red&Yellow       | 彗星雨により荒廃した地上。警報が鳴り響く中、封印された自機ブラックフライを目指し階段を駆け下りる主人公。 |
| オープニング     | Take Off         | BGMとシンクロした発進シーン。そのまま1面がスタートする。 |
| 1面              | Born to be free  | Down to Earth 海が干上がり砂漠化した東京。水平線の太陽。地上に突き刺さるエンタープライズ級原子力空母のビル・クリントン（コミック版ではそう呼称）や潜水艦。 そして、「F-49A ファントムキャット」と「F-56 カワサキ」といった地球軍戦闘機がブラックフライ迎撃に向かう。空母にはヤドカリ型中ボスのフロンが寄生している。 |
| 1面ボス          | Visitor          | アパルトヘッド 生体と機械のキメラのような巨大で醜悪な生物、副腕とも呼べる牙の生えた触手からニューロンを回収する。 |
| ボーナスA        | Dancing Homing   | Over Ride ボーナスステージ（大気圏脱出）。ブラックフライ機体下部にあるブースターを使用、破棄。 |
| 2面              | Dual Moon        | Cry for the Moon 地球を離れ月へと向かう。ブラックフライに並行してついてくるもう一つの月。BGMとシンクロしたステージ展開。巨大ロケットとキライ（機雷）、そして魚の骨のようなボーンがブラックフライの行く手を阻む。中ボスはヤリマンボウ型のアガジオと、エイリアンの手脚を取ったようなシアン。                           |
| 2面ボス          | Yueez            | フェドロ もう一つの月を割って登場するリュウグウノツカイのような機体。ニューロンを回収する大型ザコ敵と反射レーザーを放つ。 |
| 3面オープニング  | Memory           | ラスタースクロールによる廃棄されたスペースコロニー描写。 |
| 3面              | Area 26-10       | Dream Land ネメシスの巣となった廃棄場（サルガッソー）を進んでいく。シアンも再登場し、道中の泡の中からは敵キャラクターがランダムで登場。 曲名は、本作のハードウェアであるF2システム基板に搭載されているFM音源チップYM2610からの引用。                                                                                 |
| 3面ボス          | Dio Panic!       | ダイオ、ギシーン フンコロガシのようなキマイラであるダイオと、ゴミの中から出現する巨大なニューアローン回収生物ギシーン。ギシーンに当たり判定はなく、ダイオのみが標的だが、ダイオが生み出す回転砲台ダンゴはMAXレーザーを撃つ上にパワーが強く、エネルギー干渉で撃ち負けることが多い。                                   |
| ボーナスB        | non fiction      | Black Out ボーナスステージ（ブラックホール）。 |
| 4面              | Waste days       | Crystal Lize ブラックホール。地形が動いて進路を塞ぐ。アガジオとフェドロの出していた大型ザコも再登場。泡に当たってもミスはしないが、攻撃できなくなってしまう。ショットとレバーの左右で振り払える。 |
| 4面ボス          | Gate of Guardian | アマゾ 一画面に収まらないほどの魚型の巨大な戦艦。先端部に拘束具を付けた脳のような有機的な生物が埋め込まれている。全ボスで唯一連装MAXレーザーを撃つ。 |
| 5面              | Doubt            | Nemesis Crisis 木星上空。エウロパ地表を経由しながら有機的な洞窟の中を進み、ネメシス本拠を目指す。それを抜けた後、木星へさらに接近。道中にはブラックフライに取り憑いて動きを鈍くする雑魚敵が登場。 |
| 5面ボス          | Phantasm         | ガースト 1面ボスアパルドヘッドとほぼ同じ形だが、頭部がカメレオンのようになっており、舌を伸ばしてニューロンを回収。テレポートを使用し幻惑する。 |
| 6面              | Time             | A Mirage of Mind GAIA 洞穴のような岩を進む。背景には太陽系とも銀河系ともとれる光の渦。 岩石とデブリを進み、アパルドヘッドの不完全体を乗り越えて進むと、金と銀の月を後に、マザーユニバースとベビーユニバースのようなものが見える場所にたどり着く。                                                                    |
| 6面ボス          | -                | Ωゾーン ゾウクラゲがモチーフで、ビームとニューロンを尾から吐き出す。 戦闘中、ボスのダメージ段階にシンクロして過去に流れたBGMと、人類の闘争の歴史の幻覚イメージおよび、最後にオッドアイの猫といった背景のコラージュがめまぐるしく行なわれる。                                                                         |
| ED1              | a Mirage of Mind | 最終ボス破壊のトゥルーエンディング 地球が真っ二つに割れる幻影、膝を抱えるパイロット、ジョンの独白。そして枯れ果てたはずの海が満ち、水平線の太陽が照らし出される。スタッフロールにてブラックフライのエンブレムが映し出され「GOOD BYE」のメッセージ。                                                                  |
| ED2              | Game is Over     | 6面にて全滅しコンティニューしなかった時のバッドエンディング 主人公の死に共感した者たちによる軍事クーデターが起き、生産されていた2万機のブラックフライが地表からおよび軌道上の空母からネメシスへ向かい飛び立つ。 |
| ネームエントリー | into the H.I.    | ROUND ALL達成時（ノーコンティニューで6面ボスを撃破した場合）はアレンジの異なる別バージョンが流れる。 |

- 元『ゲーマガ』編集長の梅田浩二によると、ボス戦直前のワーニング音は、空耳ではなく「アマイヨウメチャン」となっている。開発者の中に梅田の友人[5]がおり、別会社に勤務する友人（鶴見六百）と「自分の開発するゲームに、当時仲間内での流行語であった『あまいよ、うめちゃん』のボイスをこっそり入れる」賭けをしていたことから[6]。

## コンシューマー移植
| No. | タイトル                                 | 発売日                                              | 対応機種                           | 開発元                                                | 発売元                                | メディア                              | 備考                            |
| --- | ---------------------------------------- | --------------------------------------------------- | ---------------------------------- | ----------------------------------------------------- | ------------------------------------- | ------------------------------------- | ------------------------------- |
| 1   | メタルブラック                           | 1996年5月24日                                       | セガサターン                       | ビング                                                | ビング                                | CD-ROM                                |                                 |
| 2   | タイトーメモリーズ 上巻                  | 2005年7月28日                                       | PlayStation 2                      | タイトー                                              | タイトー                              | DVD-ROM                               | アーケード版の移植              |
| 3   | Taito Legends 2                          | 2006年3月31日 2007年5月16日 2007年7月10日 (Windows) | PlayStation 2 Xbox(EUのみ) Windows | Empire Interactive(Xbox,PC) Mine Loader Software(PS2) | Empire Interactive(PAL) Destineer(NA) | DVD-ROM                               | アーケード版の移植              |
| 4   | タイトーメモリーズ 上巻 TAITO BEST       | 2006年7月6日                                        | PlayStation 2                      | タイトー                                              | タイトー                              | DVD-ROM                               | 廉価版                          |
| 5   | タイトーメモリーズ 上巻 エターナルヒッツ | 2007年6月28日                                       | PlayStation 2                      | タイトー                                              | タイトー                              | DVD-ROM                               | 廉価版                          |
| 6   | メタルブラック                           | 2022年3月2日                                        | イーグレットツー ミニ              | 瑞起 （本体の開発元）                                 | タイトー                              | プリインストール                      | アーケード版の移植              |
| 7   | メタルブラック                           | 2022年11月17日                                      | PlayStation 4 Nintendo Switch      | タイトー                                              | ハムスター                            | ダウンロード (アーケードアーカイブス) | アーケード版の移植 海外版も収録 |
| 8   | メタルブラック Sトリビュート             | 2023年2月2日                                        | Xbox One Steam                     | シティコネクション                                    | シティコネクション                    | ダウンロード                          | サターン版ベースの移植          |
| 9   | タイトーマイルストーン2                  | 2023年8月31日                                       | Nintendo Switch                    | ハムスター                                            | タイトー                              | ゲームカード ダウンロード             | アーケード版の移植              |

セガサターン版
- ビングより発売。

PlayStation 2版
- タイトーメモリーズ 上巻に収録。どちらも、一部サウンドとラスタースクロールなどに若干の違和感がある以外は、再現度の高い移植である。ただしPS2版はエターナルヒッツ版を除き、「拡散ビームを収束させることができない」という不具合がある。

イーグレットツー ミニ版
- タイトーが何らかの形で関わったアーケードゲームを多数収録した「復刻系ゲーム機」の1タイトルとして収録。

PlayStation 4版/Nintendo Switch版
- ハムスターより発売。アーケードアーカイブスの1作品として配信。日本版と海外版が収録されている。

Xbox One版/Steam版
- シティコネクションより発売。セガサターン版ベースの移植。シティコネクションがプロデュースする、セガサターン時代の作品を復刻するプロジェクト「Sトリビュート」シリーズの1作品として配信。「Sトリビュート」独自の機能として「巻き戻し」「クイックセーブ」「ステージセレクト」「コンティニュー回数の変更」「オンラインランキング」といった機能が加わっている。

## コミック化
『コミックゲーメスト』（新声社）に4話まで連載されたが中断。

## メタルブラック たらばーエディション
本作のメインプログラマーである「たらばー」によって作られた別バージョン。『メタルブラック』のプロジェクト名（『ガンフロンティア2』）にちなみ、「GF-2'（ダッシュ）」と呼ばれる。EP-ROMの形で友人にプレゼントされたものであり、電源投入後のNOTICE画面に、誰に対して贈られたものかが記載されている（「THIS COPYRIGHT VIDEO GAME IS FOR USE IN 〇〇 ONLY.」の〇〇部分に名前が入っている）。計20種類あるとされている。自機のスピードアップや敵の攻撃の強化などの調整に加え、最終ステージ前にエキストラステージが追加されている（追加ステージBGM「A HAPPY NEW YEAR」とボスBGM「MARIANA TOKYO」は渡部恭久による書きおろしの新曲）。

## 関連作品
ダライアスバースト クロニクルセイバーズ
ブラックフライが出演し、ニューロンも登場。MAXレーザーはバーストビームになっている。